# C6orf52
C6orf52 (англ. Chromosome 6 open reading frame 52) – білок, який кодується однойменним геном, розташованим у людей на 6-й хромосомі. Довжина поліпептидного ланцюга білка становить 152 амінокислот, а молекулярна маса — 17 383.
| 10         |  | 20         |  | 30         |  | 40         |  | 50         |
| ---------- |  | ---------- |  | ---------- |  | ---------- |  | ---------- |
| MAQPESSADF |  | GIAQQNNYYC |  | YWQSLPSAIR |  | VKQEFQPSQS |  | YRYGNWYARQ |
| HGSYLLSGYS |  | YGCAVDGNGK |  | DCFSAHETPE |  | HTAGTLVMPK |  | ETTPLAENQD |
| EDPLEDPHLH |  | LNIEESNQEF |  | MVKSEELYDS |  | LMNCHWQPLD |  | TVHSEIPDET |
| PK         |  |            |  |            |  |            |  |            |

A: Аланін

C: Цистеїн

D: Аспарагінова кислота

E: Глутамінова кислота

F: Фенілаланін

G: Гліцин

H: Гістидин

I: Ізолейцин

K: Лізин

L: Лейцин

M: Метіонін

N: Аспарагін

P: Пролін

Q: Глутамін

R: Аргінін

S: Серин

T: Треонін

V: Валін

W: Триптофан

Задіяний у такому біологічному процесі, як альтернативний сплайсинг. 